# Dear Future Husband
Dear Future Husband је песма коју је снимила америчка кантауторка Меган Трејнор за свој дебитантски студијски албум значајне издавачке куће, Title (2015), која се први пут појавила на истоименом ЕП-у (2014). Песму су написали Меган и Кевин Кадиш, који је уједно био и продуцент. Епик рекордс ју је објавио 17. марта 2015. године, као други сингл ЕП-а и трећи сингл албума. То је поп, ду-воп и РнБ песма, која се говори о витештву и браку, те наводи квалитете које Трејнер тражи код просиоца.
Песма се нашла међу десет најбољих на топ-листама у Аустралији и Јужноафричкој Републици. У Сједињеним Америчким Државама песма је била на 14. место на листи Билборд хот 100, док је у Уједињеном Краљевству била на 20. Пратећи музички спот песме режирала је Фатима Робинсон, која је претходно режирала и Трејнорин спот за песму All About That Bass. На њему се приказује како Меган тестира потенцијалне просиоце, а појављује се и гост Чарли Пут.
Видео је премијерно приказан 16. марта 2015. године и за два дана је добио 2,2 милиона прегледа на Јутјубу. Меган је промовисала песму у бројним појављивањима. Ту спадају наступи уживо на другим Музичким наградама Ај харт рејдија и на америчкој верзији ТВ серије Глас. Такође је извођена на Трејнориним турнејама That Bass Tour (2015) и MTrain Tour и The Untouchable Tour (2016).